# 阿尔山站
阿尔山站是位于内蒙古自治区兴安盟阿尔山市的一个铁路车站，邮政编码137420。车站建于1937年，有白阿铁路和伊阿铁路经过该站，现办理客货运。车站距离白城站337公里，隶属沈阳铁路局，是四等站，设2站台3股道。

## 图片

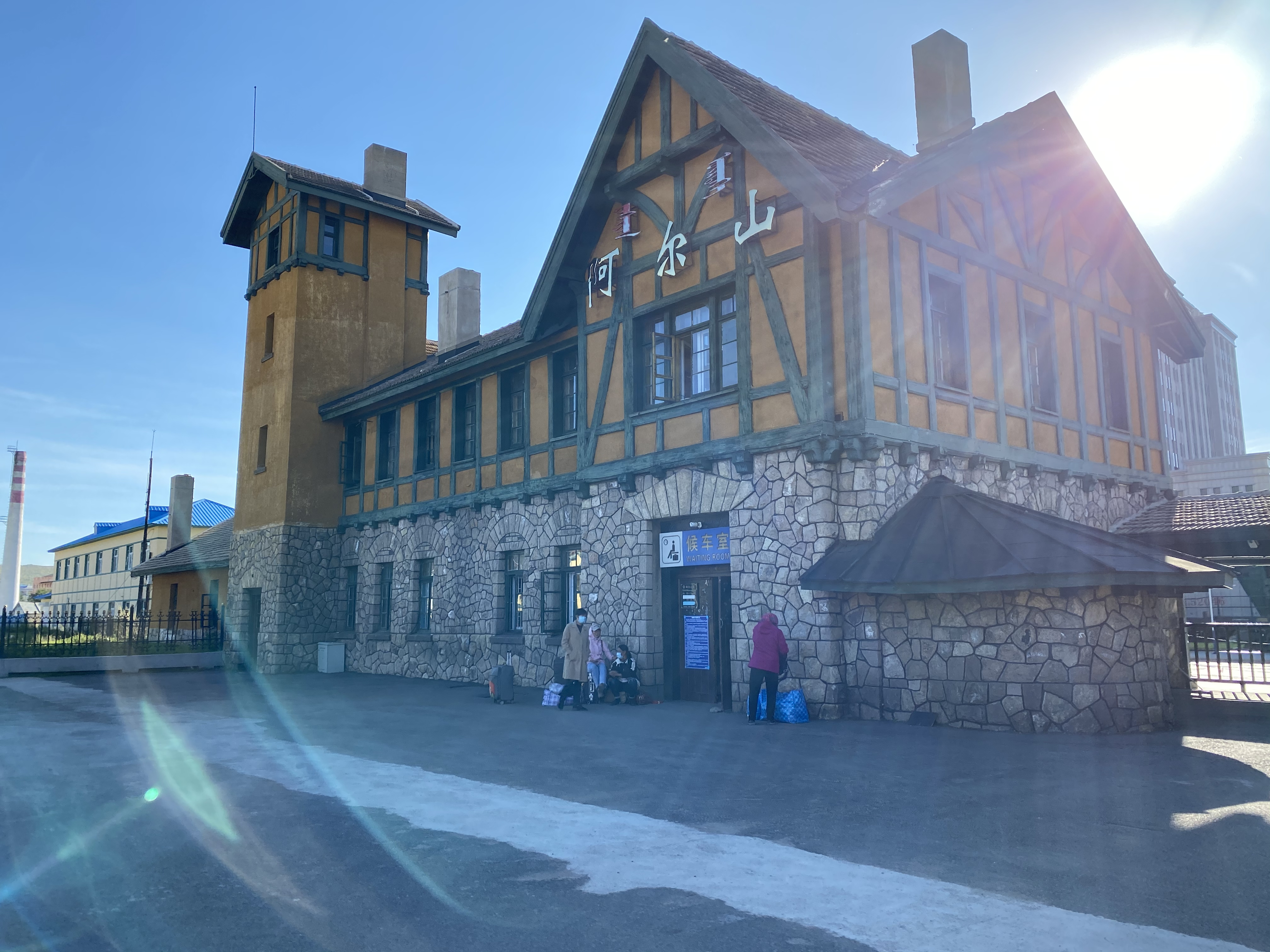
街道侧站房
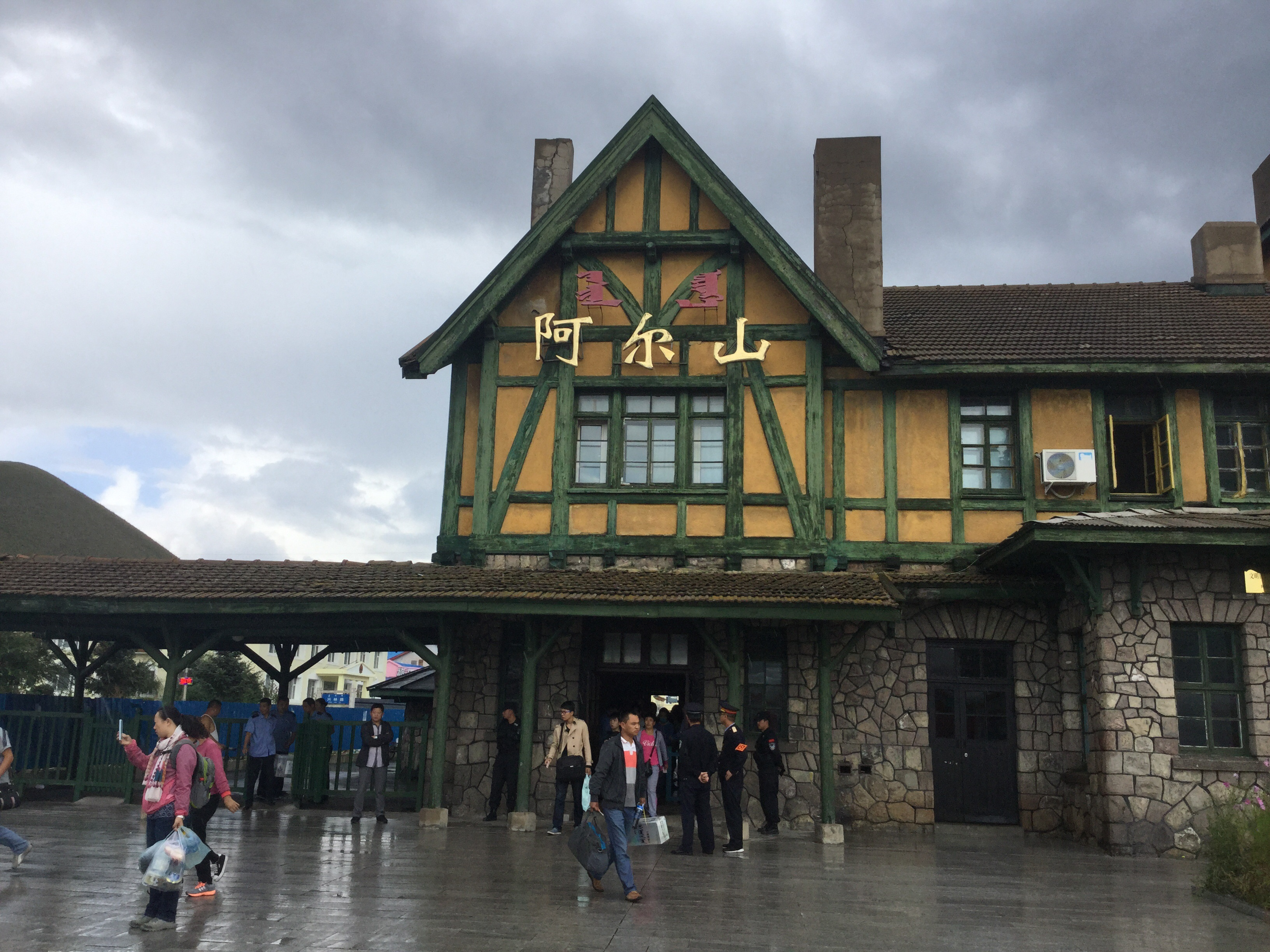
站台侧站房
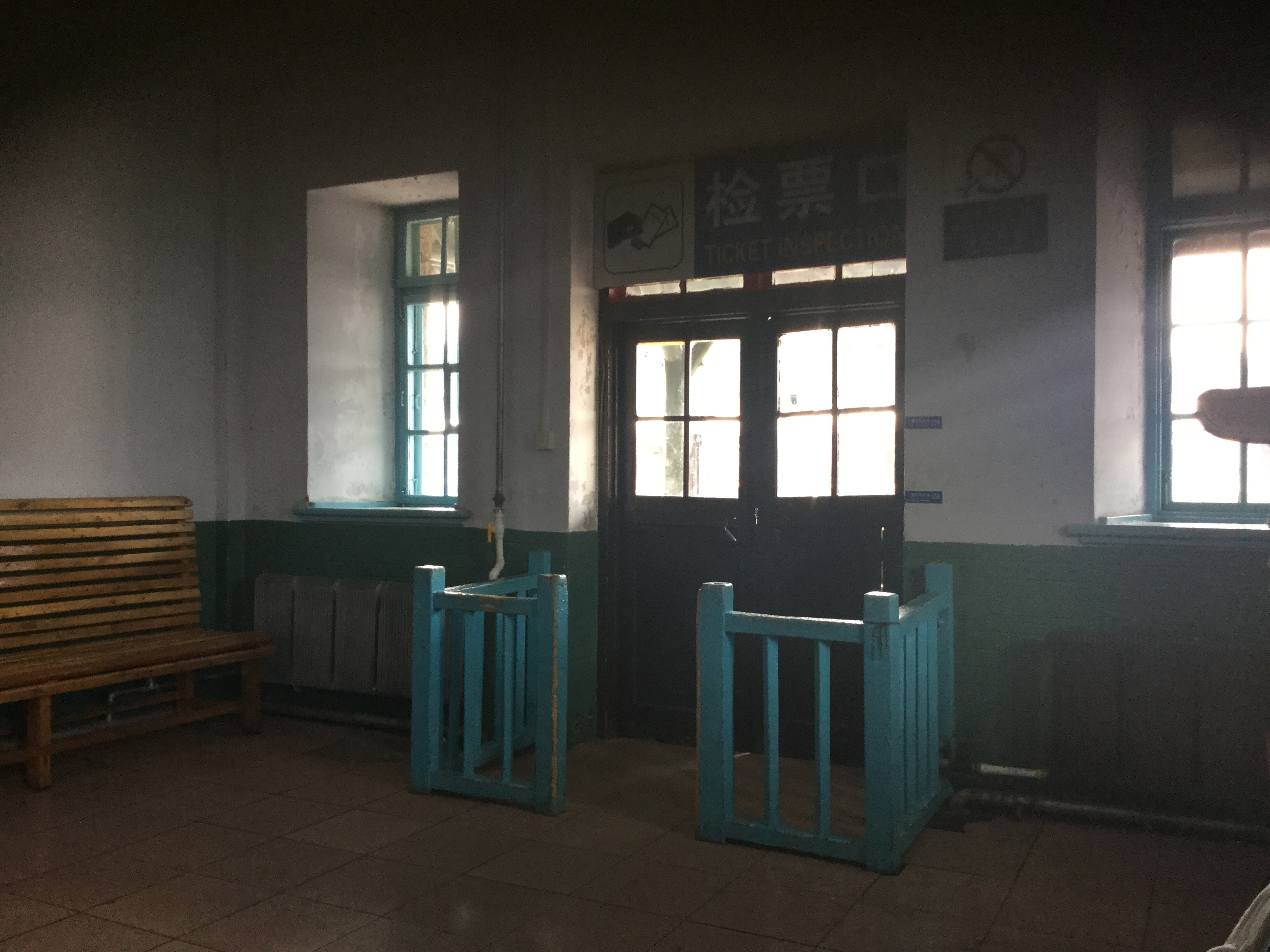
站房内部
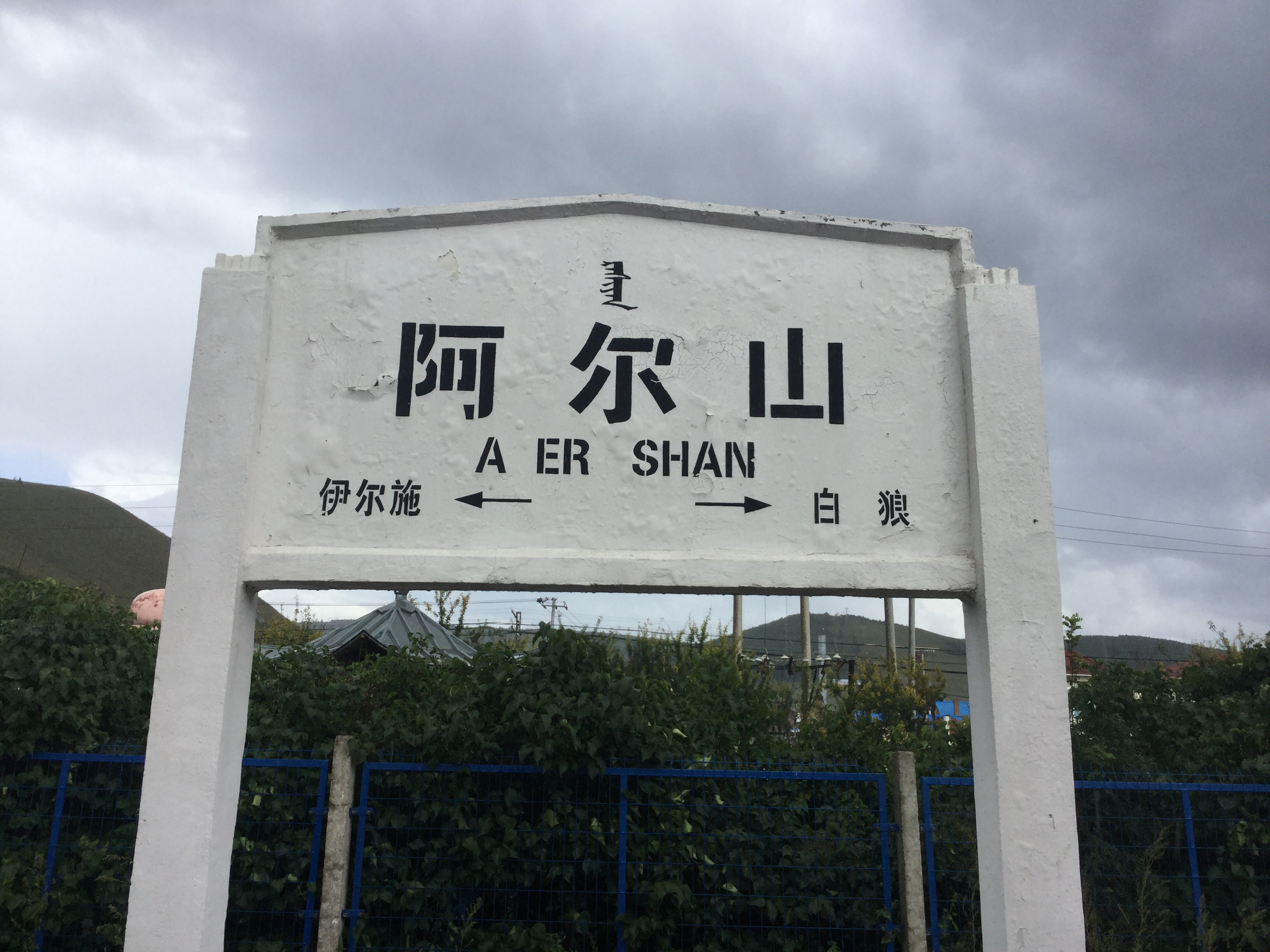
车站站台
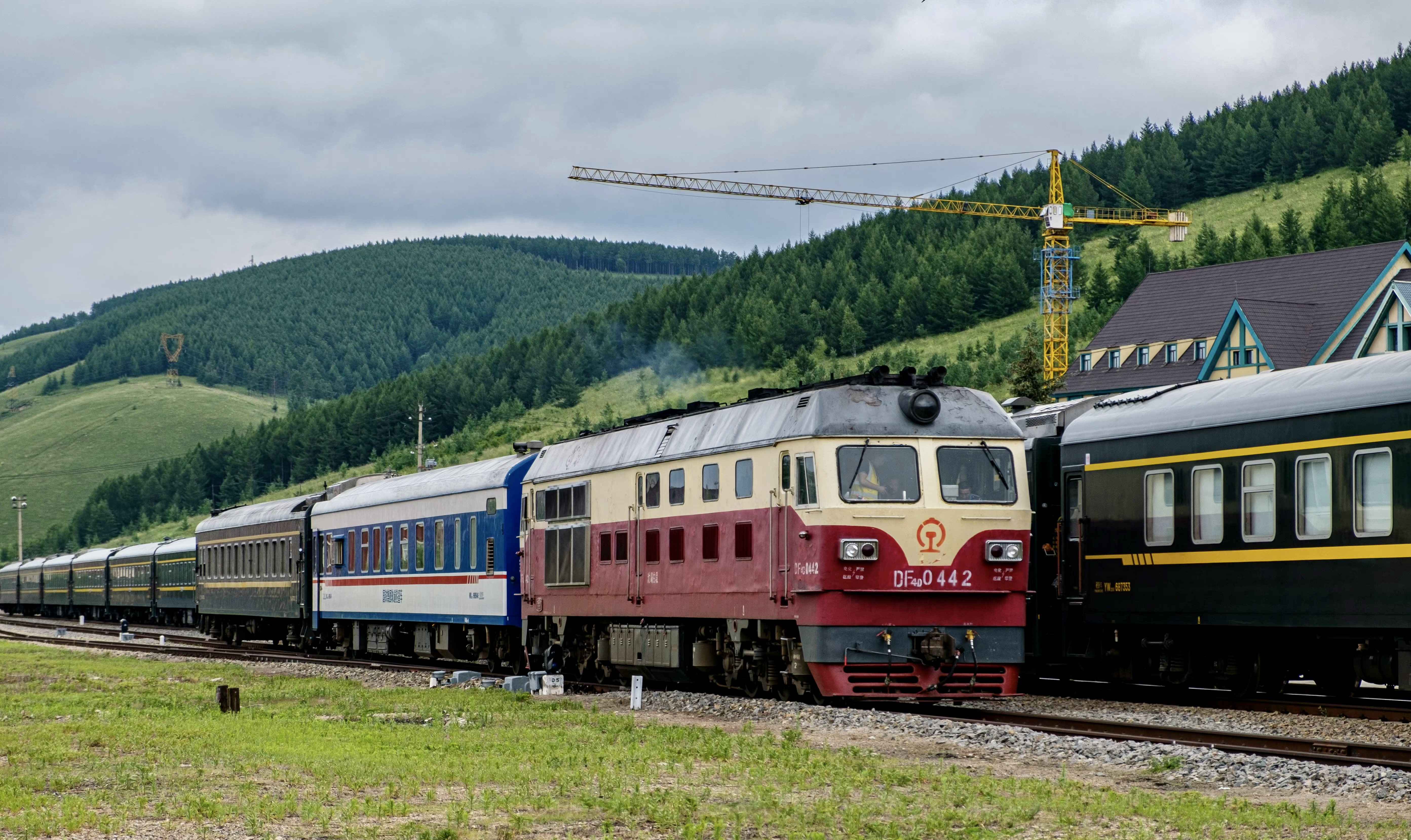
车站站场